# Győrvár
Győrvár je vas na Madžarskem, ki upravno spada pod podregijo Vasvári Železnr županijr.